# Crnec
Crnec je ulica i dio naselja Novo Virje. Do devedesetih je bio samostalno selo.
Nastao je krajem 19. stoljeća, naseljavanjem iz Virja, u tzv. konake, prethodno tek privremeno naseljene nastambe za sezonske poljske radove. Oduvijek je činio jednu zajedničku cjelinu s Drenovicom. Današnja ulica Crnec ne poklapa se u potpunosti s nekadašnjim naseljem Crnec, jer je ono razdijeljeno u više ulica. Kao posebni zaseoci nekad su se isticali Kingovo i Trepče.
U Crncu djeluje dobrovoljno vatrogasno društvo, s vatrogasnim domom, koje je stožerno u Općini Novo Virje.
Nekad je u Crncu bila četverogodišnja područna škola, ali je zatvorena, zbog smanjena broja djece. Djeca danas polaze školu u Drenovici i u Ferdinandovcu. 